# Говарди
Говарди — англійський дворянський рід, започаткований Джоном Говардом, якому було надано титул герцога Норфолка (третя креація) за часів правління Річарда III у 1483 році.

## Історія роду
Упродовж англійської, а потім і британської історії Говарди відігравали визначну роль в управлінні державою. Вони ведуть свій рід від напівлегендарної постаті — Гереварда Вейка, який був учасником боротьби проти нормандських завойовників. Пізніше Джон Говард склав голову на Босвортському полі, коли бився на боці йоркістів. Згодом родина домоглась прихильності королівського дому Тюдорів, в результаті чого Катерина Говард стала п'ятою дружиною короля Генріха VIII. Томас Говард, 3-й герцог Норфолк відіграв визначальну роль у сходженні на престол Марії I. Чарльз Говард, 1-й граф Ноттінгем обіймав посаду лорда-адмірала Англії та протистояв вторгненню «Великої Армади».
Томас Говард, 2-й герцог Норфолк, був дідом двох англійських королев: Анни Болейн і Катерини Говард, обидві були дружинами Генріха VIII.

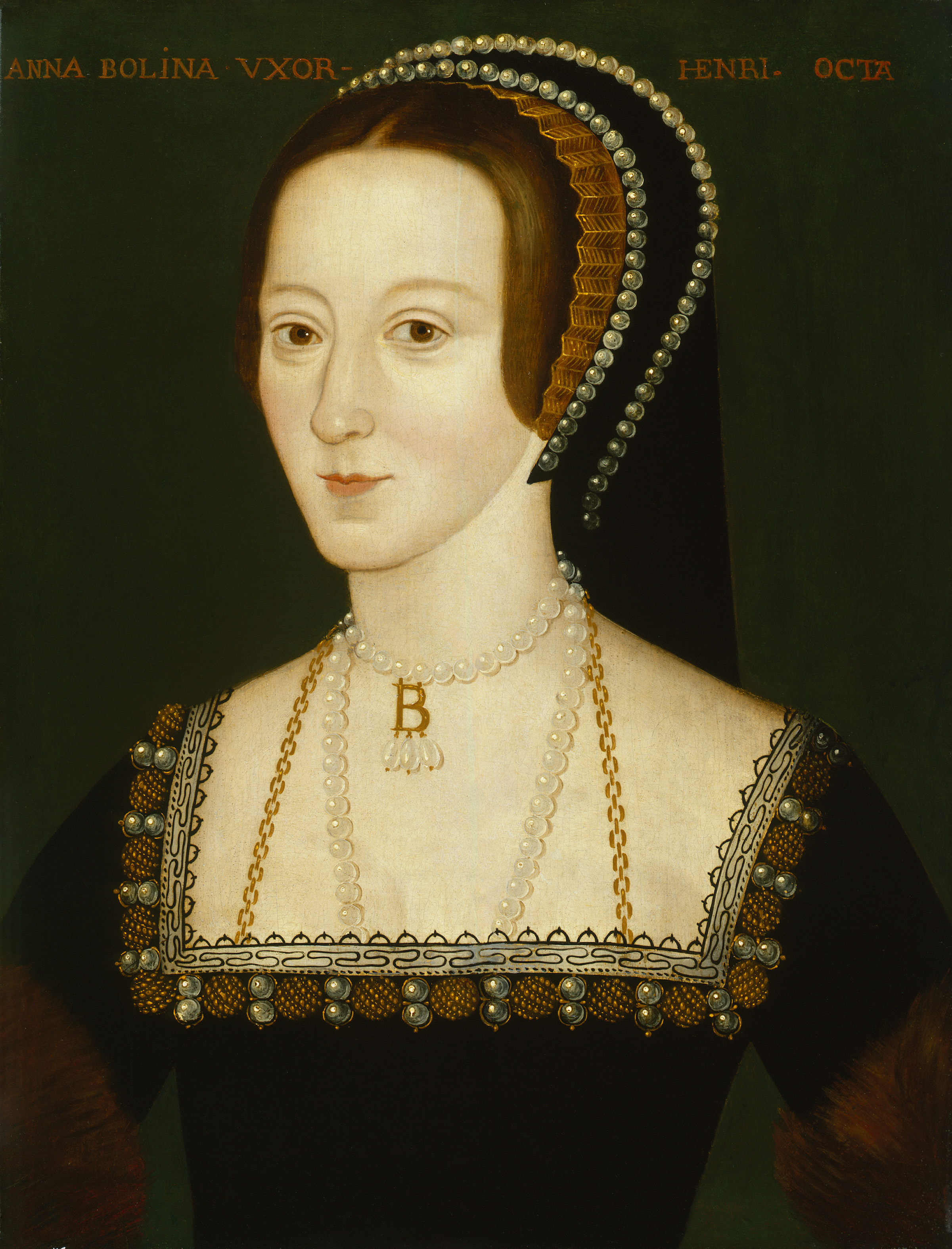
Анна Болейн, друга дружина Генріха VIII
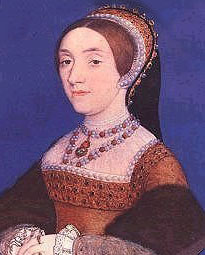
Катерина Говард, п'ята дружина Генріха VIII

Родина Говардів завжди була однією з найбільш нонконформістських родин Англії. Вони зберігали свою католицьку віру під час Реформації в Англії та її наслідків. Це означало, що вони не можуть бути членами палати лордів. Донині Говарди є однією з найвідоміших католицьких родин Англії.
Генеалогія молодших ліній родини у порядку старшинства:
- Барони Говард з Пенріта походять від молодшого сина 6-го герцога Норфолка
- Графи Саффолк і Беркшир походять від другого сина 4-го герцога Норфолка
- Графи Карлайл походять від третього сина 4-го герцога Норфолка
- Графи Еффінгем походять від четвертого сина 2-го герцога Норфолка.

Королева Єлизавета II є першим британським монархом, який веде свій рід від Джона Говарда, 1-го герцога Норфолка через свою матір Єлизавету Бовіс Лайон